# Брыскаев, Дмитрий Титович
Дмитрий Титович Брыскаев (4 августа 1915 — 29 апреля 1992) — заслуженный врач Якутской АССР (1957). Участник Великой Отечественной войны.

## Биография
Дмитрий Титович Брыскаев родился 4 августа 1915 года в крестьянской семье села Мырыла на территории современного Чурапчинского улуса Якутии. С 1926 по 1932 годы учился в Чурапчинской школе; в 1935 году окончил Якутскую фельдшерско-акушерскую школу, после чего работал лечпомом больницы Томмотского района, затем заведующим районным отделом здравоохранения.
В 1938 году поступил в Киевский медицинский институт, который в связи с началом Великой Отечественной войны в 1941 году был эвакуирован в Казань. До эвакуации студент третьего курса Дмитрий Брыскаев оказывал медицинскую помощь пострадавшим от бомбардировок, принимал участие в укреплении города.
После окончания в октябре 1942 года Казанского медицинского института с дипломом врача-лечебника и последующей военной подготовки в Москве Брыскаев попал старшим врачом полка № 1067 во вновь сформированную 25-ю зенитно-артиллерийскую дивизию. Боевое крещение военврач прошёл весной 1943 года под Курском. 4 ноября на правом берегу Днепра в 30 км от Киева Брыскаев был ранен и отправлен в госпиталь города Нежин. После выздоровления был назначен в полк № 1356. С сослуживцами сражался в Венгрии, Чехословакии, Польше, дошёл до Кракова, после чего в январе 1945 года был переброшен в полк № 985 226-й стрелковой дивизии. День Победы встретил недалеко от Праги.
По окончании войны по приказу военного командования Дмитрий Титович был направлен в город Циттау в Восточной Пруссии для организации лазарета для борьбы с эпидемией брюшного тифа среди местного населения. В январе 1946 года был направлен в Хабаровск, где занимался медицинским обслуживанием пленных японцев. В январе 1947 года закончил военную службу, в феврале вернулся в Якутию.
По возвращении на родину работал ординатором хирургического отделения Республиканской больницы, главврачом в больницах Чурапчинского, Орджоникидзевского, Алексеевского районов Якутии, внёс большой вклад в развитие хирургической службы районного здравоохранения. После выхода на пенсию освоил методику иглоукалывания и работал иглотерапевтом в Республиканском физкультурном диспансере.
В 1956 году был делегатом Всесоюзного совещания актива работников здравоохранения в Кремле, одним из первых в регионе получил звание заслуженного врача Якутской АССР (1957).
Умер 29 апреля 1992 года в Якутске.

## Личная жизнь
Отец Тит Брыскаев рано умер, мать Ульяна Дмитриевна, занимаясь скотоводством и хлеборобством, в одиночку воспитывала малолетних Дмитрия и Анну и шестнадцатилетнюю Марию.
Свою будущую супругу — Варвару (урождённую Берту) Адальбертовну Елончик — Дмитрий Титович встретил в закарпатском городке Мукачево, где весной 1945 года остановился его полк. Пару по ностоянию родителей невесты обвенчали в греко-католическом костёле, после чего врач вновь ушёл на фронт и лишь в 1947 году после демобилизации смог забрать молодую жену и увезти на свою малую родину.